# Фридрих фон Дона-Шлобитен
Фридрих Карл Емил фон Дона-Шлобитен (на немски: Friedrich Karl Emil Burggraf und Graf zu Dohna-Schlobitten; * 4 март 1784 в Шлобитен/Слобити, Варминско-Мазурско войводство, Полша; † 21 февруари 1859 в Берлин) е граф и бургграф на Дона-Шлобитен, пруски генерал-фелдмаршал.
Той е син на бургграф и граф Фридрих Александер фон Дона-Шлобитен (1741 – 1810) и съпругата му графиня Луиза Амалия Каролина Финк фон Финкенщайн (1746 – 1825), дъщеря на пруския генерал-лейтенант граф Фридрих Лудвиг Финк фон Финкенщайн (1709 – 1785) и графиня Албертина Мария Финк фон Финкенщайн (1719 – 1792). Брат е на пруския политик Фридрих Александер (1771 – 1831) и Александер Фабиан (1781 – 1850).
Фридрих фон Дона-Шлобитен влиза на 6 октомври 1793 г. в пруската войска. На 7 юни 1800 г. той става секонде-лейтенант. През 1812 г. той е майор на руския цар и се бие 1813/15 г. във войната против Наполеон. Получава Железния кръст II. лласа. След войната той се връща на пруска служба и на 30 март 1822 г. е повишен на генерал-майор. През 1834 г. той става генерал-лейтенант. През 1839 г. той е командващ генерал. Той напуска войската 14 март 1854 г. като генерал-фелдмаршал. Той получава годишна пенсия от 3 000 талер. Крал Фридрих Вилхелм IV го прави главен кемерер в своя двор.
Той е погребан заедно със съпругата му в гробницата на фамилията Шарнхорст в гробището на инвалидите в Берлин.

## Фамилия
Фридрих фон Дона-Шлобитен се жени на 10 ноември 1809 г. в дворец Финкенщайн за Юлия фон Шарнхорст (* 28 юли 1788, Борденау; † 20 февруари 1827, Дюселдорф), дъщеря на пруския генерал Герхард фон Шарнхорст (1755 – 1813) и Клара Шмалц (1762 – 1803). Те имат децата:

- Фридрих Адалберт (* 7 юли 1811, Берлин; † 7 май 1877, Йиена), таен дворцов камерен съветник, женен на 24 август 1865 г. в Цопот за Шарлота Вал (* 8 февруари 1834, Лайстенау; † 16 юли 1909, Касел); имат син и две дъщери
- Балдуин Фридрих (* 1 април 1813, Кьонигсберг; † 22 февруари 1843, Кьонигсберг), асесор в управлението
- Магдалена Юлиана (* 30 януари 1817, Данзиг; † 2 октомври 1894, Вернигероде), манастирска дама в манастир на Светия гроб в Пригниц
- Зигмар Фридрих (* 29 декември 1818, Бон; † 21 февруари 1909, Шарлотенбург), пруски генерал-лейтенант
- Клара Юлиана (* 29 декември 1818, Бон; † 15 септември 1862, Грьобен), омъжена на 17 октомври 1852 г. в Кьонигсберг за Рудолф фон Шаумонтет (* 20 април 1815, Грауденц; † 21 април 1861, Берлин), пруски полковник
- Лотар Фридрих Хелвециус (* 11 октомври 1824, Дюселдорф; † 14 септември 1906, Бад Харцбург), пруски полковник